# Henric Schartau
Henric (eller Henrik) Schartau, född 27 september 1757 i Malmö, död 3 februari 1825 i Lund, var en svensk präst och väckelsepredikant.

## Biografi

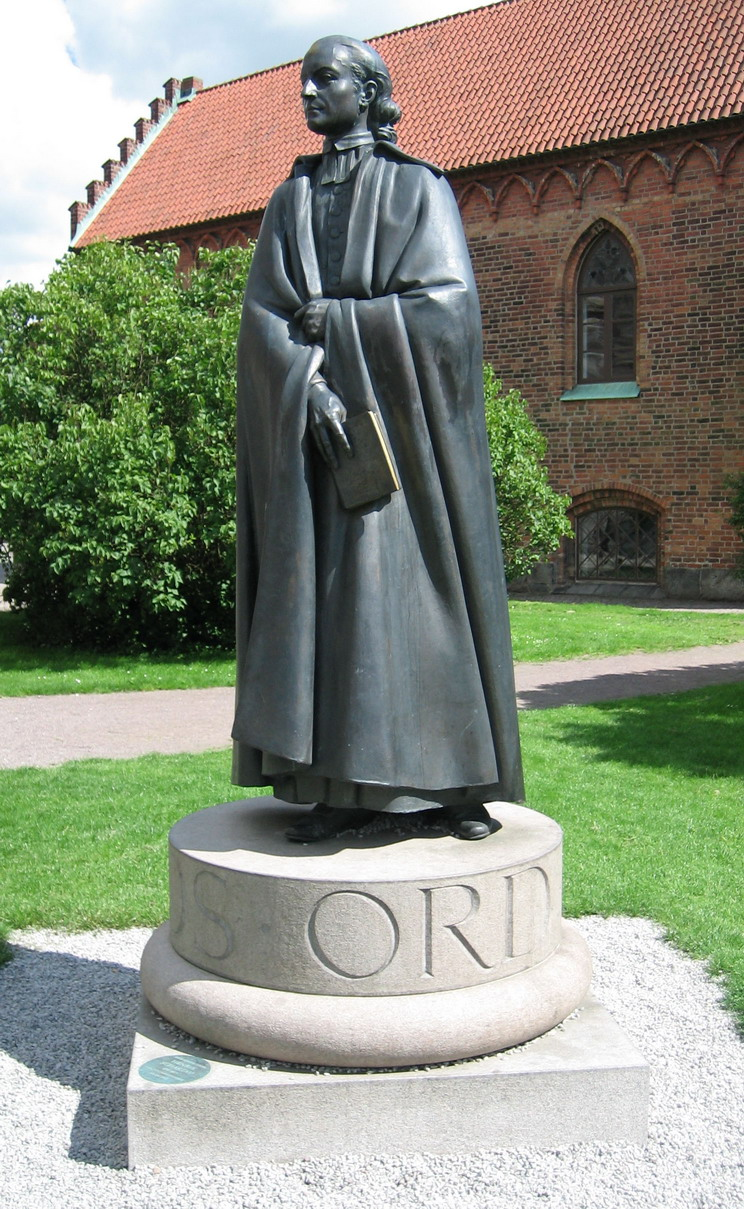
Bronsstaty föreställande Henric Schartau utanför Lunds domkyrka. Gjord av Peter Linde 2003.

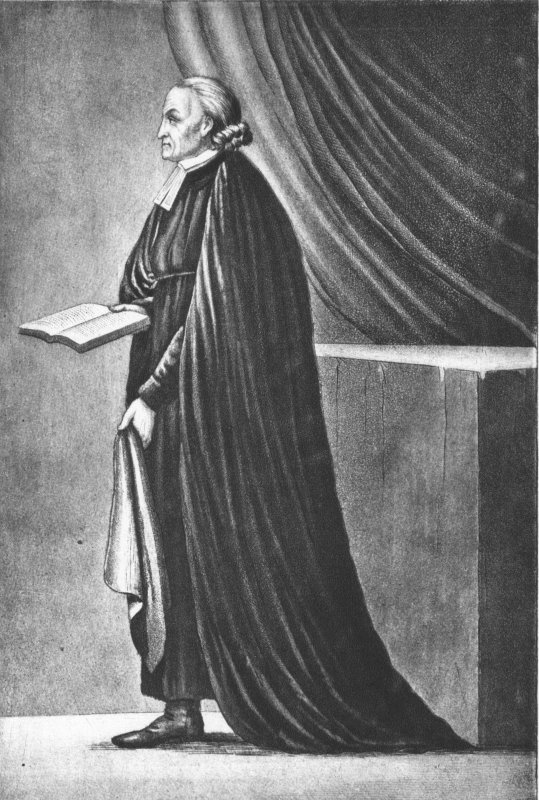
Henric Schartau. Etsning av Johan Holmbergsson.

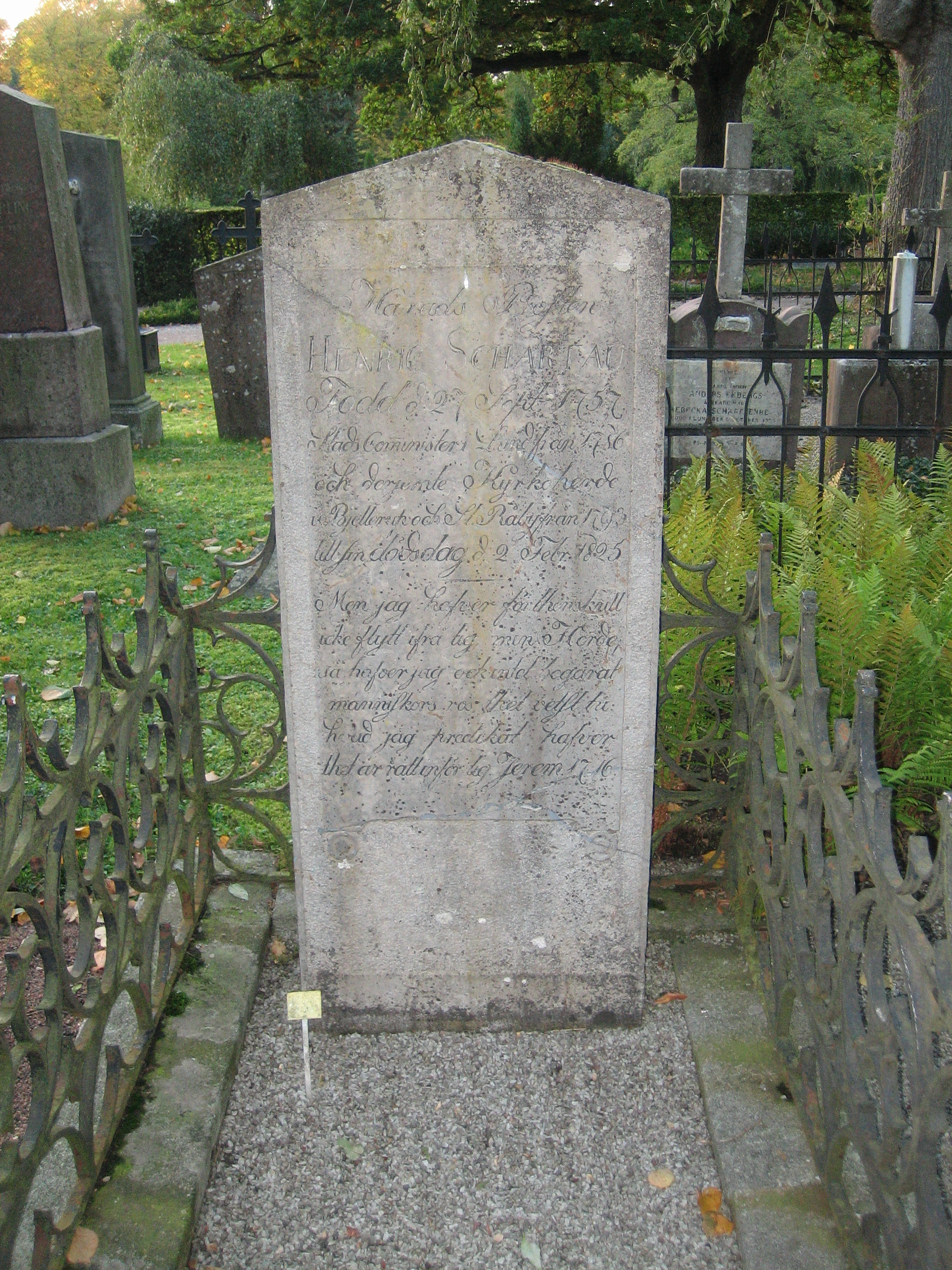
Henric Schartaus grav på Norra kyrkogården i Lund.

Schartau studerade vid Lunds universitet och avlade 1774 filosofie kandidatexamen. År 1778 promoverades han till magister. År 1780 prästvigdes han i Kalmar och tjänstgjorde då som huspredikant hos  riksrådet Christopher Falkengréen och som informator på Danerum i Ryssby. 
Efter tjänstgöring som regementspastor blev han 1785 andre komminister vid domkyrkan i Lund, en tjänst han vann i konkurrens med andra sökande genom att han var ogift och gifte sig med sin företrädares änka, så kallad änkekonservering. 1793 blev han förste komminister vid domkyrkan och kyrkoherde i Bjällerups och Stora Råby församlingar, ett ämbete som han innehade fram till sin död. Av denna anledning sattes 1937 en relief av honom, snidad av Henning Åkerman, upp i Stora Råby kyrka. Han ligger dock begravd på Norra kyrkogården i Lund.
Schartau uppmärksammades för sina psykologiskt inträngande och själavårdande predikningar. Han påverkade på så vis flera unga präster, och hans lära spreds framför allt i Skåne och på västkusten, den "schartauanska väckelsen".
Han samlade åhörare från alla samhällsskikt, även om professorerna till att börja med i stor utsträckning uteblev från hans gudstjänster och förhör. Med tiden kom dock flera av dem att räknas till hans lärjungar, bland andra Mattias Fremling, Arvid Florman, Johan Holmbergson, Carl Johan Schlyter, Johan Henrik Holmqwist och Gustav Leonard Dahl.
Schartau hade även allmänna uppdrag, bland annat som riksdagsman i prästeståndet och som brandchef i Lund.
Schartau var sonson till kyrkoherden i Sörby, Jöns Schartau (1684–1754), som tog sitt efternamn efter födelsesocknen Skartofta. Han var dotterson till borgmästare Henric Falkman (1701–1767).
Schartau står staty vid Lunds domkyrka. Statyn, gjord av Peter Linde, var en gåva till domkyrkorådet som togs emot av Christina Odenberg och avtäcktes den 31 oktober 2003 av ärkebiskop K.G. Hammar. Planerna på en staty hade dock funnits under större delen av 1900-talet. Schartau porträtteras liksom i samtida porträtt med en ring i örat, något som kan ha att göra med en föreställning som fanns vid den tiden om att detta skulle kunna förebygga reumatism.